# (4075) Sviridov
(4075) Sviridov (1982 TL1) – planetoida z pasa głównego asteroid okrążająca Słońce w ciągu 5 lat i 101 dni w średniej odległości 3,03 j.a. Została odkryta 14 października 1982 roku.